# Ricciotto Canudo
Ricciotto Canudo (Gioia del Colle, 1877-París, 1923) fue un dramaturgo y periodista italiano perteneciente al futurismo, fundamentalmente conocido como crítico de cine.

## Biografía
Ricciotto Canudo 1877-1923
Canudo
Poeta y escritor franco-italiano nacido en Italia y uno de los primeros teóricos del cine. 
En 1913 publicó una revista bimensual de vanguardia titulada Montjoie!, promocionando especialmente el cubismo. Vio el cine como "arte plástico en movimiento", y le dio al cine la etiqueta de "Sexto Arte" que, posteriormente, tras añadir Canudo la danza como precursora del sexto - un tercer arte rítmico con música y poesía - haría del cine, ya en 1919, el "Séptimo Arte".
Instalado en París en 1902, Ricciotto Canudo participó activamente en los círculos literarios y artísticos de vanguardia y dirigió la sección de literatura italiana del Mercure de France. Publicó La ville sans chef, su primera novela, en 1910. En 1903, durante una sesión espiritista, conoció a la escritora Valentine de Saint-Point de la que se hizo amante.
Canudo publica el 25 de octubre de 1911 un ensayo preliminar titulado El nacimiento de un sexto arte - Ensayo sobre el cinematógrafo (La Naissance d'un sixième art - Essai sur le cinématographe. ). 1911 es, en particular, el año de El pequeño Nemo ( Little Nemo), una famosa película de animación; así como The Lonedale Telegrapher (La telegrafista de Lonedale) de David W. Griffith.
En 1913, fundó la revista Montjoie!« organe de l'Impérialisme artistique français, gazette bimensuelle illustrée », (Montjoie! « órgano del imperialismo artístico francés, gaceta ilustrada quincenal », donde curiosamente el nacionalismo se mezcla con la innovación estética,  abierta a escritores como Guillaume Apollinaire, Cendrars, Fargue, Jacques Dyssord), quiere sobre todo ser "cerebrista", es decir, "sensual y cerebral al mismo tiempo", según la definición de Canudo. Numerosos creadores han contribuido a él, como Fernand Léger, Igor Stravinsky, Albert Gleizes, Raymond Duchamp-Villon. En los locales de la revista, en su apartamento de la calle Chaussée d'Antin, Canudo organiza los “¡Lunes de Montjoie! », que reúne en particular a Robert Delaunay, Dunoyer de Segonzac, Erik Satie, Fernand Léger]], Blaise Cendrars, André Salmon, Marc Chagall, Joseph Csaky y Henry Valensi, entre otros.
Cuando se declaró la Primera Guerra Mundial, Canudo firmó un “llamamiento a los extranjeros que viven en Francia” con Blaise Cendrars, invitándolos a enlistarse en la Legión Extranjera Francesa. Tras la entrada de Italia en la guerra, participó en los combates en el frente macedonio, evocadas en historias firmadas como “Capitán Canudo”. Será condecorado con la Cruz de Guerra de 1914-1918, el Valor Militar Italiano y la Legión de Honor.
En 1920 publicó un texto titulado Défendons le cinématographe ! (¡Defiende el cinematógrafo!) en la revista romana L'epoca. Señala que “todas las artes, antes de convertirse en oficio y en industria, fueron originalmente expresiones estéticas de un puñado de soñadores. El cinematógrafo tuvo la suerte contraria: comenzó como una industria y un negocio. Ahora debe convertirse en un arte. Queremos acelerar el momento en que se convierta en uno para siempre. »
En 1921 consiguió introducir el cine en el Salón de Otoño.
Insiste, en ''L'Intransigeant'' del 1 de abril de 1922, que “la cinematografía es un arte. La película es una obra de arte. El artista de la pantalla pinta con pinceles de luz, como el organista juega con el aliento de las flautas. Ese mismo año fundó La gazette des sept arts, revista en la que publicó, al año siguiente, un Manifiesto del Séptimo Arte.

## Obra
En 1911 publicó su ensayo "Manifiesto de las Siete Artes". Consideraba el cine como un "arte plástico en movimiento". El término "séptimo arte" fue usado por él por primera vez.
Fue uno de los creadores, en 1921, del primer cine club de la historia, denominado Club de los Amigos del 7º Arte.

## Otras publicaciones
Una colección de sus ensayos, con el título L'usine aux images, apareció en París en 1927.
En 1913 fundó en París la revista Montjoie y diez años después La Gazette des sept3.